# Fourcade Glacier
Fourcade Glacier är en glaciär i Antarktis. Den ligger i Sydshetlandsöarna. Argentina, Chile och Storbritannien gör anspråk på området. Fourcade Glacier ligger 254 meter över havet.
Terrängen runt Fourcade Glacier är kuperad åt nordost, men åt sydväst är den platt. Havet är nära Fourcade Glacier åt sydväst.  Trakten är glest befolkad. Närmaste befolkade plats är Vicente Station, 18,0 kilometer nordost om Fourcade Glacier. 